# 레이 맨시니
레이 맨시니(Ray Mancini, 1961년 3월 4일 ~ )는 은퇴한 이탈리아계 미국인 복싱선수이다. 그는 1980년대에 2년 동안 세계복싱협회 라이트웨이트 챔피언십을 거머쥐었었다. 맨시니는 복싱을 시킨 그의 아버지, 베테랑 복싱선수 레니 "붐 붐" 맨시니 로부터 그의 특유한 별명 붐 붐을 물려받았다. 그 이름은 젊은 맨시니의 거친, 완벽한 "회오리바람" 싸움 스타일에 어울렸다.

## 젊은 시절과 가족
그는 오하이오, 영스타운에서 태어났다. 복싱은 맨시니 가족사에 있어 두드러진 역할을 수행했다. 맨시니의 아버지, 레니 맨시니는 1940년대 동안 최고의 싸움꾼이었으며 미래 세계 챔피언이 될거라 널리 예상되었었다. 그러나, 레니 맨시니의 꿈은 그가 제2차 세계대전 동안 부상당했을 때 내동댕이쳐졌다. 비록 레니 맨시니가 복싱계에 복귀했을지라도, 부상에서 자유로울 수 없었던 그는 복싱을 이전처럼 할 수 없었다.
레니는 복싱 기술을 개발하도록 젊은 레이를 격려했으며 그가 완전히 젊었을 때 체육관에서 훈련하도록 장려했었다. 레이는 화려한 아마추어 경력을 갖고, 1978년에 프로로 도약했다. 그의 회오리바람 펀칭 스타일은 여러 미국 텔레비전 방송망에서 임원들의 관심을 잡았으며, 그는 그들의 스포츠 프로그램 편성에서 단골손님이 되었다. 이 시기 동안 레이 맨시니는 전 미국 챔피언 노만 고인스 (Norman Goins)를 포함한, 우수한 복싱선수들을 패배시켰다.

## 그의 진심
레이 맨시니는 영화 배우가 되고 싶어했는데 아버지의 강요로 권투 선수를 한 것이었다. 레니 맨시니는 전쟁에서 입은 부상 때문에 더 이상 권투를 할 수 없게 된 상태였으나 자신의 아들인 레이를 통해서라도 권투선수로서의 꿈을 어떻게든 이루고 싶어했고 레이 맨시니는 그런 아버지의 마음을 이해했기 때문에 자신의 꿈을 일단 뒤로 미뤄두고 아버지의 꿈을 이루기 위해 권투선수가 되었다. 하지만 김득구가 자신의 손에 죽자 이것 때문에 더 이상 권투를 할 수가 없었으며 권투 선수는 사실상 포기상태가 되었다. 결국 뒤늦게나마 자신이 하고 싶었던 영화 배우를 하게 되면서 권투 선수로서는 은퇴했다.

## 라이트웨이트 챔피언십
세계 타이틀에 대한 그의 최초의 시도는 그의 세계복싱평의회 라이트웨이트 타이틀을 위하여 그가 전설적인 챔피언 알렉시스 아르게료와 맞붙은 그의 다음 시합에서 찾아왔다. 그 이벤트는 1980년대 가장 눈부신 경기의 하나로(링 매거진과 ESPN을 포함하는) 다수에 의해 선정되었다. 맨시니는 초반에 아르게료를 애먹였으며 점수카드 상에서 우세했지만, 아르게료는 그의 경험을 나중의 라운드에 있어 이점으로 이용했으며 14번째 라운드에서 맨시니를 격퇴시켰다. 맨시니는 그의 최초의 패배를 슬퍼했지만 그의 꿈을 포기하지 않았다.

### 아르투로 프리아스
1982년 5월 8일에 라스베이거스에서 열린 경기에서, 그는 새로운 새계복싱협회 라이트웨이트 챔피언, 아르투로 프리아스에게 도전했다.
 경기 시작 15초만에 챔피언은 레프트 훅으로 맨시니의 아래턱을 쳤으며 맨시니는 동요되었다. 또다른 조합이 맨시니의 눈썹에서 피를 흘리게 만들었다. 맨시니는 배후로 돌격했으며 눈부신 조합으로 그 링의 중앙에서 오른쪽으로 그 챔피언을 쓰러뜨렸다. 망연자실하고 놀란, 프리아스는 일어났지만, 맨시니는 쫓아갔으며, 주심이 진행할 것을 말한 순간 프리아스를 로프로 몰아세웠다. 많은 강펀치를 날린 후, 심판은 경기를 멈추었으며, 맨시니가 마침내 세계 챔피언이 되었다.

### 김득구와 시합
전 세계 챔피언 어네스토 에스파나와의 맨시니의 최초의 방어는 6번째 라운드에서 맨시니의 녹아웃 승리로 매끄럽게 진행되었다.
다음 경기는 그의 인생의 전환점이 된 2차 방어전이었다. 1982년 11월 13일에, 21세의 맨시니는 27세인 대한민국의 도전자 김득구를 만났다. 김득구는 몸무게를 만들기 위해 경기 전에 몇 파운드를 감량했었다. 라스베이거스에 있는 시저스 팔레스 (Caesars Palace)에서 열린 경기는 태평양 표준시 오후 1시에 생방송으로 방송되었다. 많은 목격자들에 따르면 활발한 싸움이었지만 맨시니가 그 경기가 지속되었던 14 라운드동안 김득구를 쉽게 타격을 가했다라고 전했다. 김득구는 뇌손상을 입고 5일 뒤에 사망했다. 그의 죽음 후 일주일, 스포츠 일러스트레이티드 잡지의 표지는 "링 위의 비극" 이란 제목 아래, 싸우고 있는 맨시니와 김득구를 보여주었다.
후에 맨시니는 깊은 우울증에 빠졌었다.그는 복싱스타일도 바뀌었으며 전과 같은 패기있던 복싱보다 인아웃스텝을 밟는 조심스러운 스타일로 바뀌었다. 그는 가장 어려운 순간은 사람들이 그에게 접근해서 그가 김득구를 "죽인" 복싱선수였냐라고 물어봤을 때라고 말했다. 맨시니는 김득구의 죽음으로 자신을 책망함으로써 반성의 시기를 겪게 되었다. 추가하여, 맨시니 자신은 얼마 못가 타이틀을 빼앗기고 복싱을 그만둔 후 영화배우가 되었다.
이 승부의 결과로서, 세계복싱평의회는 선수들의 안전을 위해 복싱 풀 라운드를 15라운드에서 12라운드로 단축하는 단계를 밟았다. 세계복싱협회와 세계복싱기구는 1988년에 뒤를 따랐으며 국제복싱연맹은 1989년에 시행했다. 추가로 하계 올림픽 복싱 종목에서도 3/4위전을 폐지하고 준결승에서 패하면 무조건 동메달을 수상하도록 규정을 변경했다.